# Globba multifolia
Globba multifolia là một loài thực vật có hoa trong họ Gừng. Loài này được A.Takano & H.Okada mô tả khoa học đầu tiên năm 2003.